# Onciale 0229
- Papyrus
- Onciale
- Minuscules
- Lectionnaire

Le Codex 0229 (dans la numérotation Gregory-Aland), est un manuscrit du Nouveau Testament sur parchemin écrit en écriture grecque onciale.

## Description
Le codex se compose de deux folios. Il est écrit en une colonne, de 16 lignes par colonne. Les dimensions du manuscrit sont 11 x 23 cm,. Les paléographes datent ce manuscrit du VIIIe siècle.
C'est un manuscrit contenant le texte incomplet de l'Apocalypse (18,16-17; 19,4-6).
C'est un palimpseste. Le supérieur texte est Copte.
Le texte du codex représenté type mixte. Kurt Aland le classe en Catégorie III.
Le manuscrit a été examiné par Giovanni Mercati (1953) et Mario Naldini (1965).
Lieu de conservation
Il est conservé à la Bibliothèque Laurentienne (PSI 1296b) à Florence,.